# GIGN
Группа вмешательства Национальной жандармерии Франции, сокращенно называемая GIGN (фр. Groupe d'Intervention de la Gendarmerie Nationale) — элитное антитеррористическое подразделение Французской жандармерии. Поскольку Национальная жандармерия одновременно подчиняется как Министерству обороны, так и Министерству внутренних дел, то Группа вмешательства Национальной жандармерии одновременно считается отрядом специального назначения как армии, так и полиции. Личный состав 1000 человек.
В задачи подразделения входит обезвреживание вооруженных преступников, в особенности связанное с освобождением заложников, контртеррористическая деятельность, разрешение ситуаций, связанных с захватом самолетов и бунтами в тюрьмах, а также захват других особо опасных преступников.
Штаб-квартира GIGN находится в Сатори, южнее Версаля.

## История

Одна из эмблем GIGN.

В первой половине 70-х годов в связи с изменившейся обстановкой как в самой Франции, так и за её пределами (в заморских территориях), в составе жандармерии были созданы несколько специальных подразделений. Одним из этих подразделений стал образованный 1 января 1971 эскадрон парашютистов мобильной жандармерии (место дислокации Мон-де-Марсан), предназначенный для действий в составе 11-й воздушно-десантной дивизии за пределами Франции. С того дня личный состав эскадрона неоднократно участвовал в различных операциях, проводимых правительством Франции на своих заморских территориях или в бывших колониях: Чаде (1980 г.), Ливане (1978—1985 гг.) и несколько раз в Центрально-Африканской Республике. После террористического акта на Мюнхенской Олимпиаде в 1972 г. во Франции было принято решение о создании отряда по борьбе с терроризмом. 1 марта 1974 в составе жандармерии было создано более известное в настоящее время специальное антитеррористическое подразделение — группа быстрого реагирования национальной жандармерии (Groupe d’Intervention de la Gendarmerie Nationale, GIGN) под командованием лейтенанта Кристиана Пруто.
Одна из операций GIGN — освобождение мечети Аль-Харам в Мекке в 1979 году.

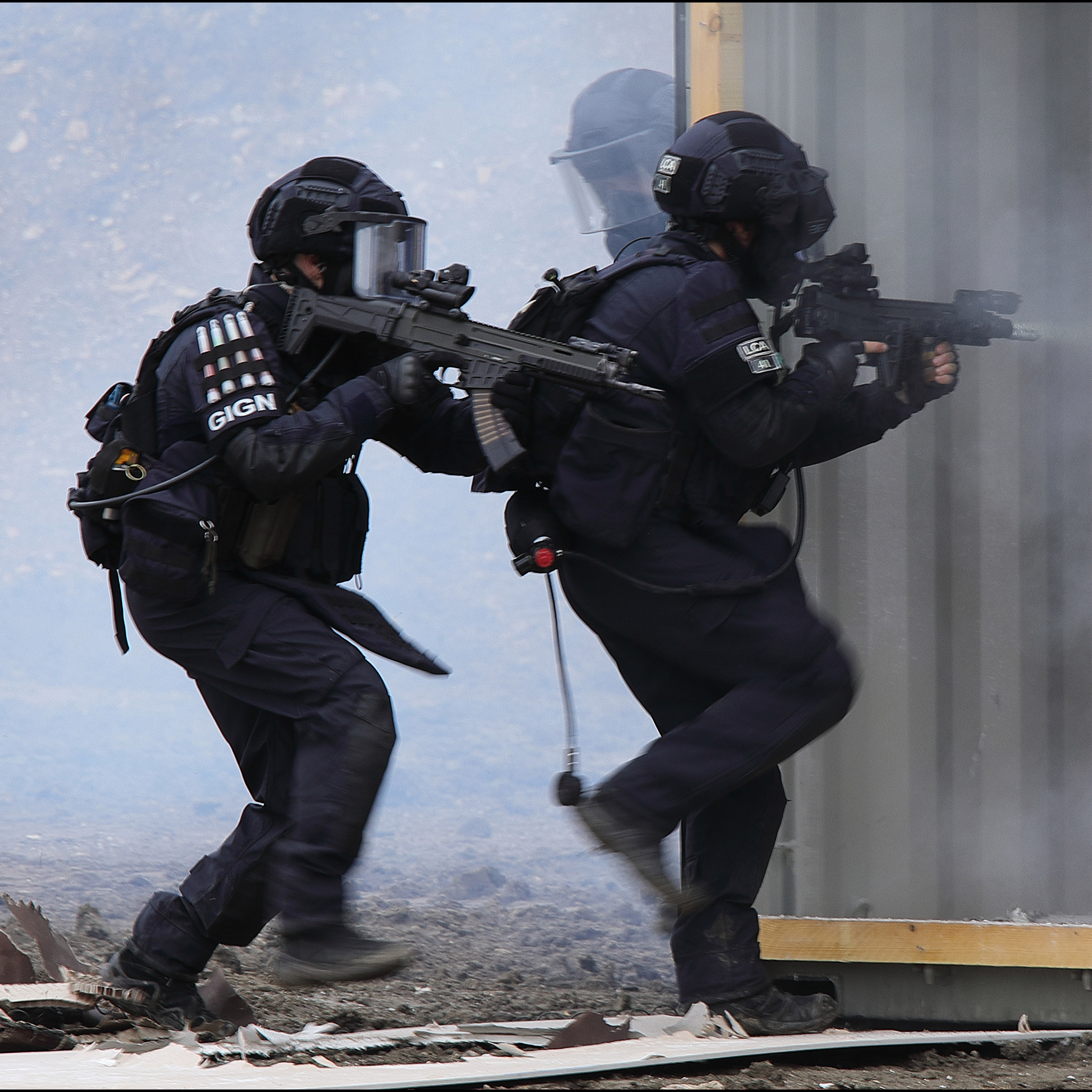
GIGN, показательное выступление (Тренировка) 2018-го года.

В начале 80-х годов после ряда проведенных антитеррористических операций, а также с учётом сложившейся обстановки и накопленного опыта использования специальных подразделений руководство военной жандармерии пришло к выводу о необходимости более тесного взаимодействия всех своих элитных подразделений. В результате 1 января 1984 года было создано Управление безопасности и быстрого реагирования (Groupement de sécurité et d'intervention de la Gendarmerie nationale, GSIGN). В него наряду с подразделением по обеспечению безопасности президента республики и антитеррористическим подразделением вошёл и эскадрон парашютистов, переименованный в эскадрон парашютистов быстрого реагирования национальной жандармерии (Escadron Parachutiste d’Intervention de la Gendarmrie Nationale, EPIGN). Местом его дислокации стал Версаль-Сатори, пригород Парижа.
С этого момента основной задачей эскадрона стало обеспечение деятельности двух других подразделений вновь созданного управления. Успешно проведенные совместно с группой быстрого реагирования операции на Кипре (1984 г.) и в Буа Д’Арси (1985 г.), а также обеспечение визитов президента Франции в Германию (1985 г.), Того (1986 г.), Иорданию и Египет совместно с подразделением по обеспечению безопасности президента убедительно подтвердили руководству французской жандармерии правильность принятого решения.
Первого сентября 2007 г. GSIGN было распущено и образовано новое соединение под старым названием GIGN.
Изначально GIGN состоял из 15 бойцов, позже подразделение было расширено до 48 в 1984, до 57 в 1988, 87 в 2000 г. и 387 в 2017.
Группа дважды награждена крестом Воинской доблести: в 2011 году за отличия в Афганистане, Кот-д’Ивуаре и Ливии, и в 2013 году за отличия в Афганистане.

## Структура
В настоящее время GIGN состоит из шести «Отрядов» под двумя штаб-квартирами (административной и оперативной):
- Силы вмешательства (Штурмовой отряд) (фр. Force Intervention (FI) — оригинал GIGN). 100 человек, служащих основным штурмовым отрядом GIGN. Он разделен на четыре взвода (по-французски: секции), два из которых находятся в состоянии постоянной боевой готовности. Эти взводы далее делятся на отдельные команды операторов. Два взвода вмешательства специализируются на прыжках в высоту, два других — в дайвинге.
- Отряд Разведки FOR (фр. Force Observation / Recherche (FOR) — из бывшего EPIGN): приблизительно 40 мужчин и женщин, специализирующихся на разведывательной работе в связи с работой судебной полиции и борьбой с терроризмом.
- Силы безопасности FSP (фр. Force Sécurité / Protection (FSP) — из бывших EPIGN и GSPR): 65 мужчин и женщин, специализирующихся на защите исполнительной и конфиденциальной информации.
- Отряд жандармерии Группы безопасности президента GSPR (аналог ФСО)(фр. Détachement GSPR). Изначально GSPR была подразделением жандармерии, а теперь — объединенным подразделением полиции и жандармерии. Их основная миссия — защита французского президента.
- Оперативная группа поддержки (фр. Force Appui opérationnel (FAO): группа поддержки со специализированными ячейками (снайперская стрельба на дальние дистанции, взлом, штурмовая техника, специальные устройства, сапёрное дело и т. Д.)
- Силы формирования (фр. Force Formation (FF)): этим силам поручается отбор, обучение и переподготовка (так называемая утилизация) не только операторов GIGN, но и отдельных сотрудников жандармерии или иностранного персонала.

Женские жандармы допускаются всеми силами, кроме сил вмешательства (Штурмовых отрядов).
В группе есть несколько тактических специальностей, в том числе: снайперская стрельба на большие расстояния, взлом, наблюдение и разведка, защита исполнительной власти, прыжки с парашютом в свободном падении с прыжками (Высотный военный парашютный спорт), дайвинг и т. д.
Вертолетную поддержку обеспечивают вертолеты жандармерии, а для тактического развертывания больших групп — GIH (фр. Groupe Interarmées d’hélicoptères) — совместный полет специальных операций армии / военно-воздушных сил, оснащенный вертолетами SA.330 PUMA, базирующимися на близлежащей авиабазе Велизи-Вилакубле. GIH был основан в 2006 году, и с 2008 года ему поручено поддерживать подразделение RAID Национальной полиции.
Тринадцать региональных подразделений, называемых «филиалами GIGN» (фр. Antennes GIGN), [16] укомплектованных персоналом, отобранным и обученным GIGN, дополняют его деятельность в столичной Франции и во французских заморских департаментах и территориях. Внутренние подразделения, первоначально известные как PI2G (фр. Pelotons d’intervention interrégionaux de la Gendarmerie), были переименованы в филиалы GIGN в апреле 2016 года; 26 июля 2016 года зарубежные подразделения, первоначально известные как GPI (фр. Groupes de pelotons d’intervention), были переименованы в филиалы GIGN. По состоянию на 2016 год шесть столичных филиалов GIGN расположены в Дижоне, Нанте, Оранже, Реймсе, Тулузе и Туре, а семь зарубежных филиалов базируются в Гваделупе, Мартинике, Французской Гвиане, Реюньоне, Майотте, Французской Полинезии и Новой Каледонии. Двадцать единиц ядерной защиты, называемые PSPG (фр. Pelotons spécialisés de protection de la Gendarmerie), расположенные на площадке каждой из французских атомных электростанций, не являются частью GIGN, но работают под ее контролем.

## Известные операции
- большую роль сыграл французский спецназ GIGN в освобождении заложников во время теракта на территории мечети в Мекке (20 ноября 1979 г.)
- освобождение 30 детей, захваченных в школьном автобусе в Джибути в 1976 г.;
- освобождение дипломатов из посольства Франции в Сан-Сальвадоре в 1979 г. (захвативший заложников сдался перед штурмом);
- арест террориста из Фронта национального освобождения Корсики в 1980 г.;
- освобождение заложников в пещере в Новой Каледонии в мае 1988 г.;
- обеспечение безопасности во время зимних Олимпийских игр в Альбервилле;
- освобождение 229 пассажиров и членов экипажа в Марселе в декабре 1994 г. Самолет был захвачен четырьмя террористами, которые хотели уничтожить Эйфелеву башню. Три пассажира были убиты террористами во время переговоров с правительством Алжира. Миссия получила широкую огласку в печати;
- арест Боба Денара в 1995 г. на Коморских островах;
- арест лиц, обвиняемых в военных преступлениях в Боснии;
- Освобождение заложников в магазине в Париже, 9 января 2015 года;
- Ликвидация террористов в пригороде Парижа, 9 января 2015 года.
- Вечером 13 ноября 2015 года в концертном зале «Батаклан» произошла стрельба. В это время там выступала американская рок-группа Eagles of Death Metal, и в зале был аншлаг. Три террориста проникли в здание и расстреливали зрителей. В ходе спецоперации террористы были либо убиты, либо привели в действие пояса смертников. При нападении погибло 89 зрителей концерта, ранения получили более 200 человек

GIGN была выбрана Международной организацией гражданской авиации (ИКАО) для обучения специальных сил других государств — членов международных сил антитеррора.

## Стрелковое вооружение
Вооружение группы очень разнообразно. Практически всё, что применяется теми или иными антитеррористическими подразделениями, применяется и в GIGN. Это:
- пистолеты Glock-17, Glock 19, Glock 26, SIG P226, SIG-Sauer P228 (в том числе с тактическими магазинами на 20 патронов), SIG SP2022, Beretta 92
- револьверы Manurhin MR73 калибра .357 Magnum
- штурмовые винтовки FAMAS, SIG SG 550 и его модификации: SIG SG 551 и SIG SG 552, HK G3, HK416, HK417 и его модификация HK G28, CZ 805 под патрон: 7,62 × 39 мм, HK G36 (в основном HK G36C), FN SCAR.
- пистолеты-пулеметы FN P90, HK MP5 (Различные модификации), HK UMP, HK MP7
- пулеметы FN Minimi
- гладкоствольные ружья Remington 870, Beneli Super 90, Franchi SPAS 12.
- снайперские винтовки Remington 700 (модели калибра 7,62×51 мм НАТО и .338 Lapua Magnum), Barrett M82, Barrett M95, PGM Hecate II калибра .50 BMG, .L96 и L115, а также ряд разнообразных снайперских винтовок.

## Спец-средства
- Светошумовые боеприпасы (Гранаты)
- Слезоточивый газ
- Осколочные гранаты (Используются, однако, только в крайних случаях, из-за риска ранения или убийства заложников)
- Дымовые гранаты
- БПЛА и дроны
- Полицейские бронещиты
- Приборы ночного видения
- Тепловизоры
- Специальные камеры на щитах, а также устройства дистанционного обнаружения (зонды), используемые для проверки помещений.
- ...а также разные спецсредства, используемые другими спецподразделениями мира.Бойцы GIGN на тренировке, особое внимание стоит уделить дисплею на бронещите.

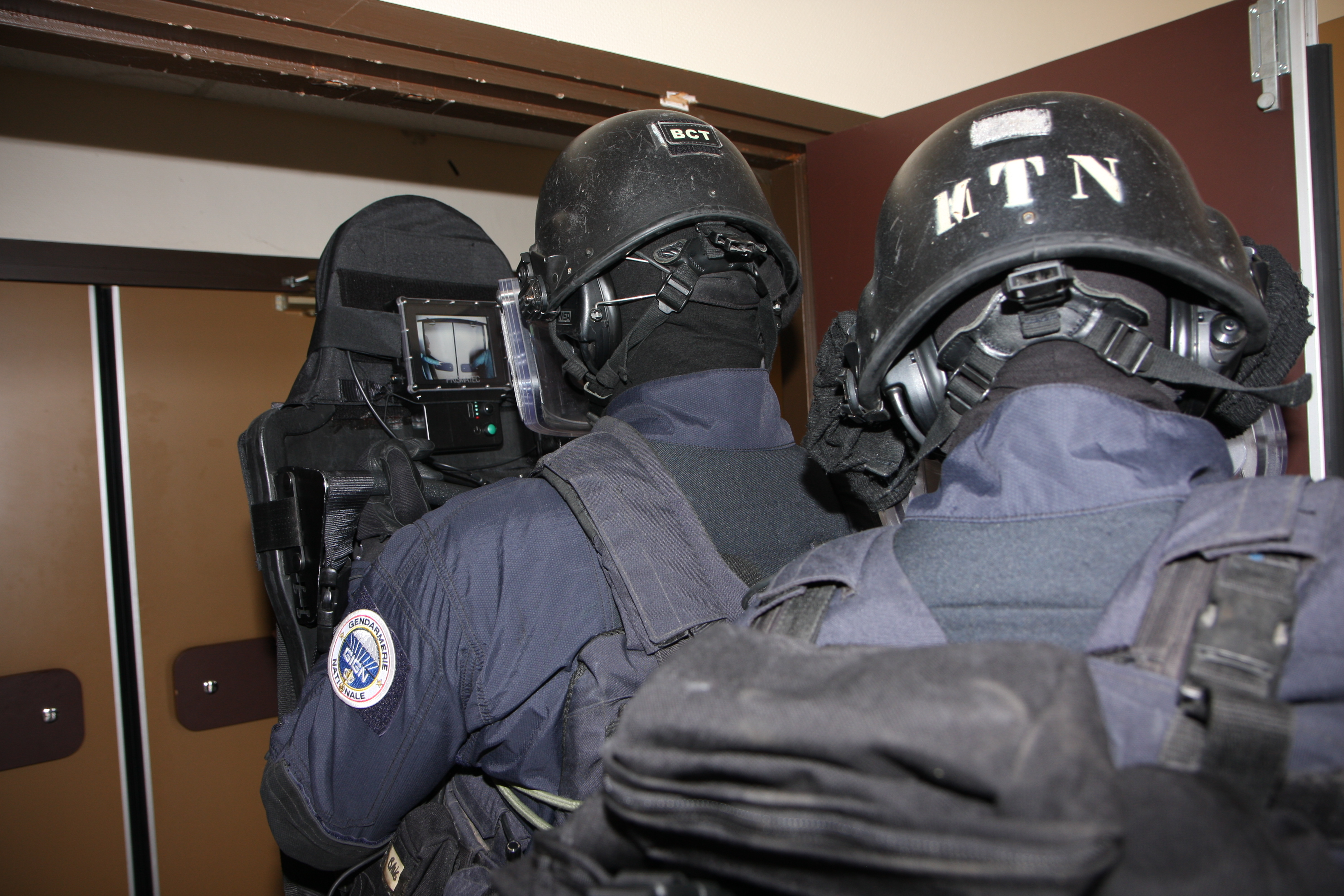
Бойцы GIGN на тренировке, особое внимание стоит уделить дисплею на бронещите.

## Одежда
GIGN известен своей синей формой. Уже на протяжении 40 лет оперативники GIGN используют форму синего цвета. С чем это связано — неизвестно, однако скорее всего её предпочитают из-за того, что она больше всего подходит для городского боя и её хорошо видно при операциях, связанных с освобождением заложников. Форма GIGN также сделана из материала, подходящего для десантирования с вертолётов и самолётов. Однако GIGN не всегда применяет форму именно синего цвета, бойцы GIGN используют форму и снаряжение, подходящие под конкретные задачи.

## Шлемы, каски
- SPECTRA (С забралом или без. Жёлтые забрала использовались в 90х, после их поменяли на прозрачные).
- FAST (GIGN активно переходит на эти шлемы начиная с 2010 года, впервые было замечено их использование (среди французских военных) у 1st Marine Infantry Paratroopers Regiment в бою у отеля Bamako, Mali.)

## GIGN в играх
- Серия игр Counter-Strike — один из играбельных классов.
- Grand Theft Auto: Vice City — GIGN вместе с агентами из DGSE появляются в двух миссиях, и каждая из этих служб появляется всего один раз.
- Battlefield 3 — в одиночной игре отряд GIGN препятствуют отряду ГРУ, предполагая, что они пытаются взорвать атомную бомбу.
- Call of Duty: Modern Warfare 3 — Бойцы GIGN помогают «Дельте» в Париже с поисками «Волка» в миссии «Особо ценный груз». Также присутствуют в спецоперациях (где отряд GIGN можно заказывать для помощи в отражении атак) и сетевой игре.
- Rainbow Six: Siege — одна из играбельных фракций.
- Hitman: Contracts — в последней миссии игры, это спецподразделение штурмовало гостиницу, где по сюжету был ранен 47-й.
- SCP: Containment Breach — Первоначальная модель охранника была взята из HD-pack'а игры Counter-Strike (модель солдата GIGN), однако до выхода релизной версии 0.1 имела те же текстуры, что и в CS.
- Critical Ops — спецназ имел модели GIGN до середины 2018 года.
- Terrorist Takedown 3 - главный герой и его напарники являются операторами GIGN.
- Hostages[англ.] — под управлением находится группа из 6 оперативников GIGN.